# Mitrasacme
Mitrasacme är ett släkte av tvåhjärtbladiga växter. Mitrasacme ingår i familjen Loganiaceae.

## Dottertaxa tillMitrasacme, i alfabetisk ordning[1]
- Mitrasacme aggregata
- Mitrasacme albomarginata
- Mitrasacme alsinoides
- Mitrasacme ambigua
- Mitrasacme arnhemica
- Mitrasacme bogoriensis
- Mitrasacme clarksonii
- Mitrasacme commutata
- Mitrasacme connata
- Mitrasacme constricta
- Mitrasacme cunninghamii
- Mitrasacme elata
- Mitrasacme epigaea
- Mitrasacme erophila
- Mitrasacme exserta
- Mitrasacme floribunda
- Mitrasacme foliosa
- Mitrasacme galbina
- Mitrasacme geniculosa
- Mitrasacme gentianea
- Mitrasacme glaucescens
- Mitrasacme graminea
- Mitrasacme hispida
- Mitrasacme indica
- Mitrasacme inornata
- Mitrasacme kenneallyi
- Mitrasacme laevis
- Mitrasacme laricifolia
- Mitrasacme latiflora
- Mitrasacme laxiceps
- Mitrasacme lepidocalyx
- Mitrasacme lutea
- Mitrasacme maritima
- Mitrasacme multicaulis
- Mitrasacme neglecta
- Mitrasacme neldneri
- Mitrasacme nidulifera
- Mitrasacme novae-zelandiae
- Mitrasacme nudicaulis
- Mitrasacme nummularia
- Mitrasacme oasena
- Mitrasacme paludosa
- Mitrasacme patens
- Mitrasacme pilosa
- Mitrasacme polymorpha
- Mitrasacme prolifera
- Mitrasacme pygmaea
- Mitrasacme retroloba
- Mitrasacme saxatilis
- Mitrasacme scopata
- Mitrasacme scrithicola
- Mitrasacme secedens
- Mitrasacme serpyllifolia
- Mitrasacme setosa
- Mitrasacme squamigera
- Mitrasacme stellata
- Mitrasacme subvolubilis
- Mitrasacme tenuiflora
- Mitrasacme troglodytica